# Зака-уд-Дин, Хаваджа
Хаваджа Зака-уд-Дин (англ. Khawaja Zaka-ud-Din, 27 октября 1936, Джаландхар, Британская Индия) — пакистанский хоккеист (хоккей на траве), нападающий, тренер. Серебряный призёр летних Олимпийских игр 1964 года.

## Биография
Хаваджа Зака-уд-Дин родился 27 октября 1936 года в индийском городе Джаландхар.
В 1958 и 1962 годах в составе сборной Пакистана стал чемпионом летних Азиатских игр в Токио и Джакарте.
В 1964 году вошёл в состав сборной Пакистана по хоккею на траве на Олимпийских играх в Токио и завоевал серебряную медаль. Играл на позиции нападающего, провёл 8 матчей, забил 2 мяча (по одному в ворота сборных Кении и Испании).
В 1966 году в составе сборной Пакистана завоевал серебряную медаль хоккейного турнира летних Азиатских игр в Бангкоке.
В 1958—1966 годах провёл за сборную Пакистана 56 матчей, забил 26 мячей.
После завершения игровой карьеры был селекционером, менеджером и тренером сборной Пакистана. В 1984 году привёл её к победе на хоккейном турнире летних Олимпийских игр в Лос-Анджелесе.
В 2009 году получил от президента Пакистана награду Pride of Perfomance.

## Семья
Зять Хаваджи Зака-уд-Дина Таукир Дар (род. 1964) также играл за сборную Пакистана по хоккею на траве, в 1984 году стал чемпионом летних Олимпийских игр в Лос-Анджелесе.